# Миропільський проїзд (Житомир)
Миропільський проїзд — проїзд в Богунському районі міста Житомира.

## Характеристики
Розташований у новому мікрорайоні Злата Рудня, на теренах історичної місцевості Стара Рудня. Місцевість також відома як Бермудський Трикутник. Прямує від вулиці Миропільської до тупика.

## Історія
Проїзд передбачається на вільній від забудови заболоченій місцевості неподалік витоку струмка Холудка, де здавна здійснювалося видобування болотної руди. У 2015 році уточнено назву проїзду, його початок та закінчення.